# Leszek Galemba
Leszek Ryszard Galemba (ur. 7 marca 1966 w Kole) – polski polityk, rolnik i samorządowiec, poseł na Sejm VIII i IX kadencji, senator XI kadencji.

## Życiorys
Syn Aleksego i Marianny. Absolwent Zespołu Szkół Technicznych w Kole (1984). Zajął się prowadzeniem własnego stopniowo powiększanego gospodarstwa rolnego w miejscowości Kiełczew Smużny Czwarty, nastawionego głównie na produkcję trzody chlewnej i żywca wołowego. Został członkiem Ochotniczej Straży Pożarnej.
W wyborach samorządowych w 2002 bezskutecznie ubiegał się o mandat radnego gminy Koło (otrzymał 5 głosów). Następnie zaangażował się w działalność polityczną w ramach Prawa i Sprawiedliwości. W wyborach samorządowych w 2006, 2010 i 2014 z powodzeniem kandydował do rady powiatu kolskiego z listy tej partii. Objął funkcję przewodniczącego powiatowych struktur PiS.
W wyborach parlamentarnych w 2015 został wybrany na posła w okręgu konińskim (nr 37) z wynikiem 7708 głosów. W wyborach w 2019 z powodzeniem ubiegał się o poselską reelekcję, otrzymując 16 521 głosów. W 2023 był kandydatem PiS do Senatu w okręgu nr 93. Został wybrany do wyższej izby polskiego parlamentu, zdobywając 87 454 głosy. W 2024 bezskutecznie kandydował w wyborach do Parlamentu Europejskiego.

## Wyróżnienia
W 2022 otrzymał wyróżnienie „Przyjaciel Wartaków”, przyznawane przez Manufakturę Piosenki Harcerskiej „Wartaki”. Został także odznaczony Medalem „Za Zasługi dla Pożarnictwa” i odznaką „Floriański Krzyż Koronny”.

## Wyniki wyborcze
| Wybory | Komitet wyborczy | Komitet wyborczy                        | Organ                               | Okręg | Wynik           |
| ------ | ---------------- | --------------------------------------- | ----------------------------------- | ----- | --------------- |
| 2002   |                  | KWW Porozumienie Mieszkańców Gminy Koło | Rada Gminy Koło IV kadencji         | nr 9  | 5 (2,45%)       |
| 2006   |                  | Prawo i Sprawiedliwość                  | Rada Powiatu Kolskiego III kadencji | nr 6  | 365 (6,49%)     |
| 2010   |                  | Prawo i Sprawiedliwość                  | Rada Powiatu Kolskiego IV kadencji  | nr 6  | 700 (11,95%)    |
| 2014   |                  | Prawo i Sprawiedliwość                  | Rada Powiatu Kolskiego V kadencji   | nr 6  | 752 (15,46%)    |
| 2015   |                  | Prawo i Sprawiedliwość                  | Sejm VIII kadencji                  | nr 37 | 7708 (2,78%)    |
| 2019   |                  | Prawo i Sprawiedliwość                  | Sejm IX kadencji                    | nr 37 | 16 521 (4,68%)  |
| 2023   |                  | Prawo i Sprawiedliwość                  | Senat XI kadencji                   | nr 93 | 87 454 (44,06%) |
| 2024   |                  | Prawo i Sprawiedliwość                  | Parlament Europejski X kadencji     | nr 7  | 9704 (0,94%)    |